# Casa familiei Spirta din Zemun
Casa familiei Spirta este un monument cultural, situat în Zemun, pe strada Glavna nr. 9

## Istorie

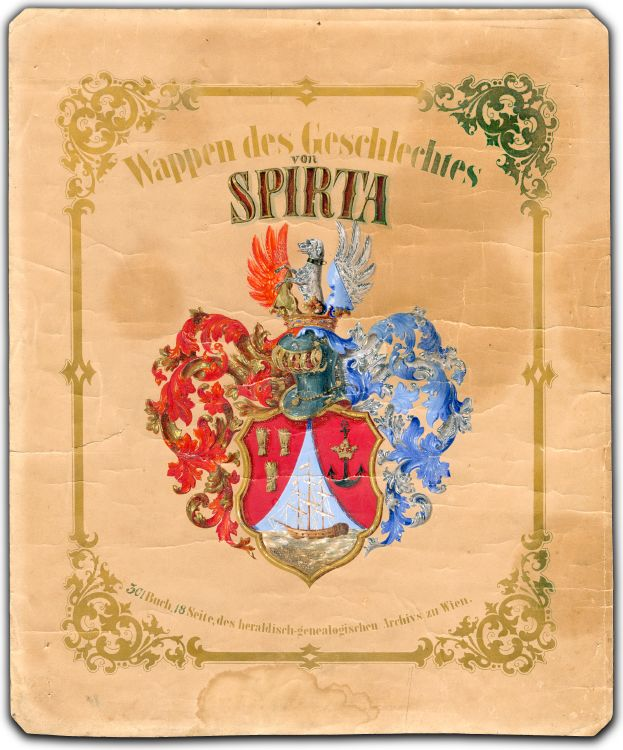
Decretul împăratului Franz Joseph I privind acordarea titlului nobiliar lui Pavel Gheorghe Spirta, 1856, Arhiva Istorică din Belgrad.

Casa familiei Spirta se găsește în Zemun, pe strada Glavna nr. 9. Construită în mijlocul secolului al XIX-lea conform planurilor lui Heinrich Freiher von Ferstel (1828-1883), casa este un monument al culturii. Cu un design în stil neogotic, este una dintre primele case de familie cu mai multe etaje din nucleul vechi al Zemunului. Aparținea familiei Spirta, o familie aromana bogată și influentă din Zemun."

### Arhitectură
Prin trăsăturile sale arhitecturale, se evidențiază în contrast cu casele din Zemun, reflectând astfel un statut social și gusturi distincte ale foștilor proprietari . Partea principală a clădirii atinge înălțimea casei vecine cu un singur nivel. Este de tip trapezoidal, cu o aripă laterală orientată spre curte și o intrare carosabilă plasată asimetric. Interiorul este bogat decorat, specific casei burgheze înstărite. Se remarcă în mod deosebit tapetele decorative, tavanurile în stil, sobele ceramice, șeminee și parchetul bogat în stil inlaid. 

Fațada principală este dispusă într-o schemă de numere impare, specifică perioadei romantice. În detaliile decorative ale fațadei, în prelucrarea tâmplăriei și în ornamentarea podelelor, pereților și tavanului clădirii, se exprimă spiritul eclectic al epocii și gustul proprietarilor. Clădirea este construită dintr-un material solid. Cu linia sa arhitecturală, documentează o vechime reglementată în secolul al XVIII-lea. Face parte din strada principală din Zemun, contribuind la profilul și traseul său. 

## Monument cultural
După eliberarea Serbiei în Primul Război Mondial, în casa respectivă a fost găzduită Școala pentru elevii cu deficiențe de vedere, începând din aprilie 1919 până în aprilie 1920, după mutarea sa din Bizerte în Zemun. În acei ani, în clădire au locuit și s-au școlit 2 fete și 4 băieți.   Mai târziu, în această clădire a funcționat și hotelul "Garni".
Din 1971, în clădire funcționează o expoziție permanentă a Muzeului de Istorie Locală Zemun, care prezintă istoria Zemunului de la înființarea sa până în 1945.   Muzeul a fost închis pentru public între 2002 și prezent.
Clădirea a fost declarată monument de cultură conform Deciziei Instituției nr. 182/4 din 12.03.1965. Aceasta este situată în cadrul unei zone culturale-istorice, numită Nucleul Istoric al Zemunului, care a fost declarată bun cultural de importanță majoră pentru Republica Serbia.

## Legaturi externe
- Registrul casei spiritelor SANU
- Casa Spiritului
- Planul orașului - Orașul de jos Zemun
- Muzeul nativ din Zemun este sub cheie de un deceniu și jumătate („Politika”, 25 noiembrie 2017)
- Spirtina kuća - ușor disponibilă anul viitor ("Politika", 17 mai 2019)
- Parchetul „a deschis ușa” la muzeul natal din Zemun („Politika”, 9 octombrie 2020)
- CASA DUHULUI VA FI DESCHISĂ ÎN DOUĂ LUNI: Lucrări finalizate la renovarea interiorului palatului Zemun din strada principală („Večernje novosti”, 20 februarie 2022)

Format:НКД - Град Београд